# United International Pictures
A United International Pictures (UIP) é uma joint venture entre a Paramount Pictures e Universal Pictures para distribuir alguns dos filmes dos dois estúdios de cinemas fora dos Estados Unidos e Canadá. Fundada em 1981, foi a sucessora da Cinema International Corporation (CIC), fundada em 1970. A empresa está sediada em Londres, no Reino Unido.
UIP também teve os direitos de distribuição internacional pela Metro-Goldwyn-Mayer Studios, quando a MGM foi parte da empresa de 1973, ainda CIC, até 2000.
A partir de 2007, a UIP reduziu consideravelmente as suas operações internacionais, apesar de ainda existir em alguns países, como a Argentina.